# Walcarka Assela
Walcarka Assela – trójwalcowa maszyna (walcarka trio) służąca do wydłużania tulei grubościennych uzyskanych na prasie. Ustawienie walców jest zbieżne lub rozbieżne. 

## Budowa walcowni Assela
- piec grzewczy z obrotowym trzonem (1250–1280 °C)
- walcarka skośna dziurkująca (walce stożkowe)
- walcarka skośna Assela z trzymanym trzpieniem (w międzyczasie podgrzewanie rur wsadowych do około 1050 °C i zbijanie zgorzeliny)
- walcarka kalibrująca lub redukcyjna (18 klatek)
- chłodnia
- urządzenie wytrawiające, walcarka pielgrzymowa, ciągownik lub inne urządzenia wykańczające